# Марунька (притока Мощанки)
Мару́нька (Маруся) — річка в Україні, в межах Жовківського району Львівської області. Ліва притока Мощанки (басейн Вісли). 

## Опис
Довжина 16 км, площа басейну 49,9 км². Річище слабозвивисте, у нижні течії випрямлене і місцями каналізоване. Заплава переважно широка (у верхній течії вузька і часто однобічна). 

## Розташування
Марунька бере початок у лісовому масиві між пагорбами Розточчя, на захід від села Монастирок. Тече переважно на північний схід (місцями — на схід) у межах Надбужанської котловини. Впадає до Мощанки біля північної околиці села Пільце. 
Над річкою розташовані села: Дубрівка, Старе Село, Липник і Пільце. 